# Cetățeni
Cetățeni – wieś w Rumunii, w okręgu Ardżesz, w gminie Cetățeni. W 2011 roku liczyła 1280 mieszkańców.